# Рубеко Сергій Володимирович
Сергій Володимирович Рубеко — російський актор театру і кіно, Заслужений артист Російської Федерації (1998).

## Біографія
Народився 9 серпня 1955 року в Брянську. Закінчив ГИТИС (майстерня А. А. Гончарова). У 1977 — 2008 роках був актором Московського академічного театру імені В. В. Маяковського. На сьогоднішній день бере участь в спектаклях Театрального будинку «Міленіум», Театрального агентства «Лекур» і Театру «Апарт». 
Брав участь в телеіграх «Слабка ланка» і «Російська рулетка». 

## Особисте життя
Дружина — артистка Театру ім. Вл. Маяковського Світлана Кузнєцова. Дочка — артистка МХАТ ім. М. Горького Анастасія Рубеко.

## Творчість

### Ролі в театрі
- «Жертва століття» - Лавр Міронич Прибитков
- «Життя Клима Самгіна» — Дронов
- «Любов студента» — поручик Миронов
- «Наполеон» — маршал Бертьє
- «Діти Ванюшина» С. А. Найдьонова — Щоткін
- «І цю дуру я любив»
- «Рамки пристойності»
- «Вдала операція або Сватання»
- «Водевіль»
- «Любов по-французьки»
- «День народження Синьої Бороди»
- «Ханума» А. Цагарелі. Режисер: Роберт Манукян — Мікич
- «Будьте здорові, мосьє ...»
- «Ханума» Режисер Ніна Чусова — Мікич
- «Авантюрная сімейка, або як вкрасти мільйон» — Поліцейський
- «Вдала операція», авт. К. Маньє. Режисер А. Бібілюров
- «Рецепт сімейного щастя», авт. А. П. Чехов. Режисер А. Бібілюров

## Телебачення
- 2006—2008 — Наша Russia - фрезерувальник Дмитрович
- Знявся у відомому рекламному ролику компанії «Білайн», відомому під назвою «Скока вішати в грамах?».[2]